# 대한민국 민법 제446조
대한민국 민법 제446조는 주채무자의 보증인에 대한 면책통지의무에 대한 민법조문이다.

## 조문
제446조(주채무자의 보증인에 대한 면책통지의무) 주채무자가 자기의 행위로 면책하였음을 그 부탁으로 보증인이 된 자에게 통지하지 아니한 경우에 보증인이 선의로 채권자에게 변제 기타 유상의 면책행위를 한 때에는 보증인은 자기의 면책행위의 유효를 주장할 수 있다.

第446條(主債務者의 保證人에 對한 免責通知義務) 主債務者가 自己의 行爲로 免責하였음을 그 付託으로 保證人이 된 者에게 通知하지 아니한 境遇에 保證人이 善意로 債權者에게 辨濟 其他 有償의 免責行爲를 한 때에는 保證人은 自己의 免責行爲의 有效를 主張할 수 있다.